# ماري إليزابيث سيمبسون
ماري إليزابيث سيمبسون (بالإنجليزية: Mary Elizabeth Simpson)‏ هي عالمة نيوزيلندية، ولدت في 1865، وتوفيت في 1948.